# Max Delys
Max Christian Delys (Cannes, 11 luglio 1951 – Cannes, 31 maggio 1993) è stato un attore francese.
È ricordato soprattutto come interprete di fotoromanzi. Ha lavorato essenzialmente per la Lancio, con cui ha collaborato per dieci anni – dal 1973 al 1983 – interpretando trecentocinquanta storie.

## Biografia
La sua carriera di attore di cinema si sviluppò in Italia – dove si era trasferito nei tardi anni sessanta – dal 1969 al 1982. La sua filmografia consta di una decina di titoli.
Delys giunse in Italia nel 1968, insieme alla fidanzata Dominique Darel. Max aveva abbandonato a quindici anni una possibile carriera sportiva nel nuoto dopo che si era classificato secondo ai campionati nazionali francesi di stile libero nei 100 metri.
Per prepararsi all'attività di attore era andato a New York a studiare all'Actors Studio. La sua prima esperienza cinematografica, non accreditata, fu nel film La monaca di Monza, diretto da Eriprando Visconti.
Morì il 31 maggio 1993 a Cannes.

## Filmografia
- La monaca di Monza, regia di Eriprando Visconti – non accreditato (1969)[2]
- La legge dei gangsters, regia di Siro Marcellini (1969)
- L'Amour, regia di Paul Morrissey e Andy Warhol (1972)
- Pane e cioccolata, regia di Franco Brusati (1974)
- La nottata, regia di Tonino Cervi (1975)
- Vieni, vieni amore mio, regia di Vittorio Caprioli (1975)
- Liberi armati pericolosi, regia di Romolo Guerrieri (1976)
- Disposta a tutto, regia di Giorgio Stegani – non accreditato (1977)
- Ritornano quelli della calibro 38, regia di Giuseppe Vari (1977)
- Una di troppo, regia di Pino Tosini (1982)[senza fonte]

## Doppiatori italiani
- Massimo Turci in La legge dei gangsters
- Gianni Marzocchi in Pane e cioccolata
- Manlio De Angelis in Liberi armati pericolosi